# Regeringen Kim Kielsen III
Regeringen Kim Kielsen III var Grønlands regering fra den 27. oktober 2016 til 15. maj 2018. Efter koalitionen mellem Siumut, Demokraatit, Atassut var brudt sammen i oktober 2016, dannede Siumut en ny koalitionsregering med Inuit Ataqatigiit og Partii Naleraq.

## Regeringsdannelse
I efteråret 2016 brød den regering, som Siumut, Demokraatit og Atassut dannede efter parlamentsvalget i 2014, sammen på grund af uenighed om blandt andet det planlagte byggeri af en ny parlamentsbygning og støtte til bygderne. Kim Kielsen dannede derefter en ny koalition bestående af Siumut, Inuit Ataqatigiit og Partii Naleraq. Sidstnævnte ville ikke have været nødvendig rent mandatmæssigt, men blev taget med for at få et så bredt parlamentarisk grundlag som muligt i bestræbelserne på at opnå Grønlands selvstændighed. Det kontroversielle spørgsmål om uranudvinding blev udeladt; det skulle tages op, når de første ansøgninger om udvinding blev indsendt. Den 27. oktober 2016 blev koalitionsaftalen mellem de tre partier underskrevet, og ministerudnævnelserne offentliggjort.

## Ændringer i regeringen
Den 27. januar 2017 forlod Martha Lund Olsen for at stille op kommunalvalget i april samme år. Hendes ministerium blev overtaget midlertidigt af ministeren for råstoffer, Múte Bourup Egede. Den 24. april 2017 trådte Vittus Qujaukitsoq tilbage, og Erik Jensen og Karl-Kristian Kruse blev udpeget til regeringen sammen med en omfattende omfordeling af porteføljer. Fra 31. august 2017 til 27. november 2017 var Suka K. Frederiksen på orlov på grund af kræft og blev erstattet af Karl-Kristian Kruse i denne periode.

## Sammensætning
| Minister                              | Område                                                        | Bemærkninger                                                            |
| ------------------------------------- | ------------------------------------------------------------- | ----------------------------------------------------------------------- |
| Kim Kielsen (Siumut)                  | Formand for regeringen                                        |                                                                         |
| Kim Kielsen (Siumut)                  | Natur og miljø                                                | fra 24. april 2017                                                      |
| Aqqaluaq B. Egede (Inuit Ataqatigiit) | Finanser og skatter                                           |                                                                         |
| Múte B. Egede (Inuit Ataqatigiit)     | Råstoffer                                                     |                                                                         |
| Múte B. Egede (Inuit Ataqatigiit)     | Kommuner, Bygder, Infrastruktur og Boliger                    | fra 27. januar 2017 til 24. april 2017 (fungerende)                     |
| Hans Enoksen (Partii Naleraq)         | Fangst og fiskeri                                             | til 24. april 2017                                                      |
| Hans Enoksen (Partii Naleraq)         | Erhverv, arbejdsmarked, handel og energi                      | fra 24. april 2017                                                      |
| Agathe Fontain (Inuit Ataqatigiit)    | Sundhed og nordisk samarbejde                                 |                                                                         |
| Suka K. Frederiksen (Siumut)          | Selvstændighed, miljø og natur og landbrug                    | til 24. april 2017                                                      |
| Suka K. Frederiksen (Siumut)          | Selvstændighed, udenrigsanliggender og landbrug               | fra 24. april 2017; sygeorlov fra 31. august 2017 til 27. november 2017 |
| Doris J. Jensen (Siumut)              | Uddannelse, kultur, forskning og kirke                        |                                                                         |
| Erik Jensen (Siumut)                  | Kommuner, bygder, yderdistrikter, infrastruktur og boliger    | fra 24. april 2017                                                      |
| Karl-Kristian Kruse (Siumut)          | Fiskeri og fangst                                             | fra 24. april 2017                                                      |
| Karl-Kristian Kruse (Siumut)          | Selvstændighed, udenrigsanliggender og landbrug               | som stedfortræder fra 31. august 2017 til 27. november 2017             |
| Martha Lund Olsen (Siumut)            | Kommuner, bygder, infrastruktur og boliger                    | til 27. januar 2017                                                     |
| Sara Olsvig (Inuit Ataqatigiit)       | Sociale anliggender, familie, ligestilling og justitsvæsen    |                                                                         |
| Vittus Qujaukitsoq (Siumut)           | Erhverv, arbejdsmarked, handel, energi og udenrigsanliggender | til 24. april 2017                                                      |